# Австрійський федералізм
Австрі́йський федералі́зм — політичний рух 2-ї половини 19 — початку 20 століть за перебудову монархії Габсбургів на федеративних засадах. Охоплював як соціал-демократів (Карл Реннер, Отто Бауер), так і частину консерваторів. Спрямований проти централізму, а від 1867 — австро-угорської двоєдиності. Поділявся на послідовників історико-політичного та етнічного принципів. Однією з форм австрійського федералізму був австрославізм. Українські політики підтримували федеративні засади на етнічній основі, оскільки передбачали возз’єднання всіх українських земель в одну територіально-адміністративну одиницю (план А. Поповічі 1906). Принцип федеративної перебудови монархії проголошено у маніфесті імператора Карла I 16 жовтня 1918, але не втілено у життя через розпад Австро-Угорщини.